# Hoshi wa Utau

## 
Hoshi wa Utau (星は歌う, lit. As Estrelas Cantam) é um mangá shojo, de tema drama e romance, de Natsuki Takaya, criadora de Fruits Basket, que é publicado pela revista semanal Hana to Yume.
O mangá estreou no Japão em 5 de junho de 2007, custando 4800 yenes, apenas pouco mais de meio ano depois da finalização de Fruits Basket, mangá pelo qual a autora é conhecida e reconhecida ao redor do mundo. Hoshi wa Utau foi finalizado em 20 de janeiro de 2011, com 11 volumes.
No Brasil, foi publicado como "As Estrelas Cantam" pela editora Panini. O mangá é também conhecido pelo nome de Twinkle Stars, nos Estados Unidos. 

## Enredo
Numa pequena cidade do interior, próxima ao mar, uma jovem colegial chamada Sakuya vive sozinha com seu primo, Kanade. Quando sua vida parecia dolorosa e triste, ela olhava e contemplava o céu se animando com as estrelas, acreditando que elas cantam. No seu aniversário de 18 anos, Sakuya conhece Chihiro, que é convidado por Kanade achando que era namorado de Sakuya, esta entende que Chihiro era amigo de Kanade. No dia seguinte os primos percebem que nenhum dos dois conhecia Chihiro. E Sakuya fica intrigada com a figura misteriosa do garoto...
1. ↑  Koulikov, Mikhail (20 de maio de 2007). «New Manga from Fruits Basket Creator Set to Debut». Anime News Network (em inglês). Consultado em 17 de janeiro de 2025
2. ↑  Inc, Natasha (20 de janeiro de 2011). «「声優かっ！」「王子と魔女と」ドラマCDが花ゆめ付録に». Comic Natalie (em japonês). Consultado em 17 de janeiro de 2025